# Ana María Magaldi
Ana María Magaldi Paternostro (Gerona, 1953) es una jurista y fiscal española. Fue fiscal jefe de la Fiscalía Provincial de Barcelona entre 2012 y 2018.

## Biografía
Miembro de la Asociación de Fiscales, la mayoritaria entre los profesionales de la fiscalía, fue designada fiscal jefe de la Audiencia Provincial de Barcelona en noviembre de 2012, después de que Martín Rodríguez Sol asumiera el cargo de fiscal del TSJC. Es hermana de la jueza María José Magaldi, titular de la sala de lo penal de la Audiencia Provincial de Barcelona, y anteriormente del Juzgado de instrucción número 5 de Hospitalet de Llobregat.

## Polémicas
Respecto a la imputación del expresident catalán Artur Mas por el 9-N, intervino cuando la Fiscalía Superior del TSJC emitió un informe contrario a esta imputación, apoyando el criterio del fiscal general del Estado, Eduardo Torres-Dulce, frente al criterio de la fiscalía catalana.
En noviembre de 2017 presentó una denuncia por allanamiento y sabotaje de su segunda vivienda, en el Pirineo catalán.